# Tocca qui
Tocca qui è un singolo del gruppo musicale italiano Articolo 31, pubblicato nel 1993 come primo estratto dal primo album in studio Strade di città.

## Tracce
Testi di Alessandro Aleotti, musiche di Luca Perrini.
Lato A
1. Tocca qui (Versione DJ) – 4:35

Lato B
1. Tocca qui (Versione radio) – 4:22
2. Pifferaio magico (Versione Fattatuttainunanotte) – 4:06

## Formazione
Gruppo
- J-Ax – voce
- DJ Jad – giradischi

Produzione
- Franco Godi – produzione
- Umberto Zappa – registrazione, missaggio
- Ernesto De Pascale – missaggio
- Andrea Mariotti – programmazione
- Fausto Cogliati – programmazione